# Daniel Mojon

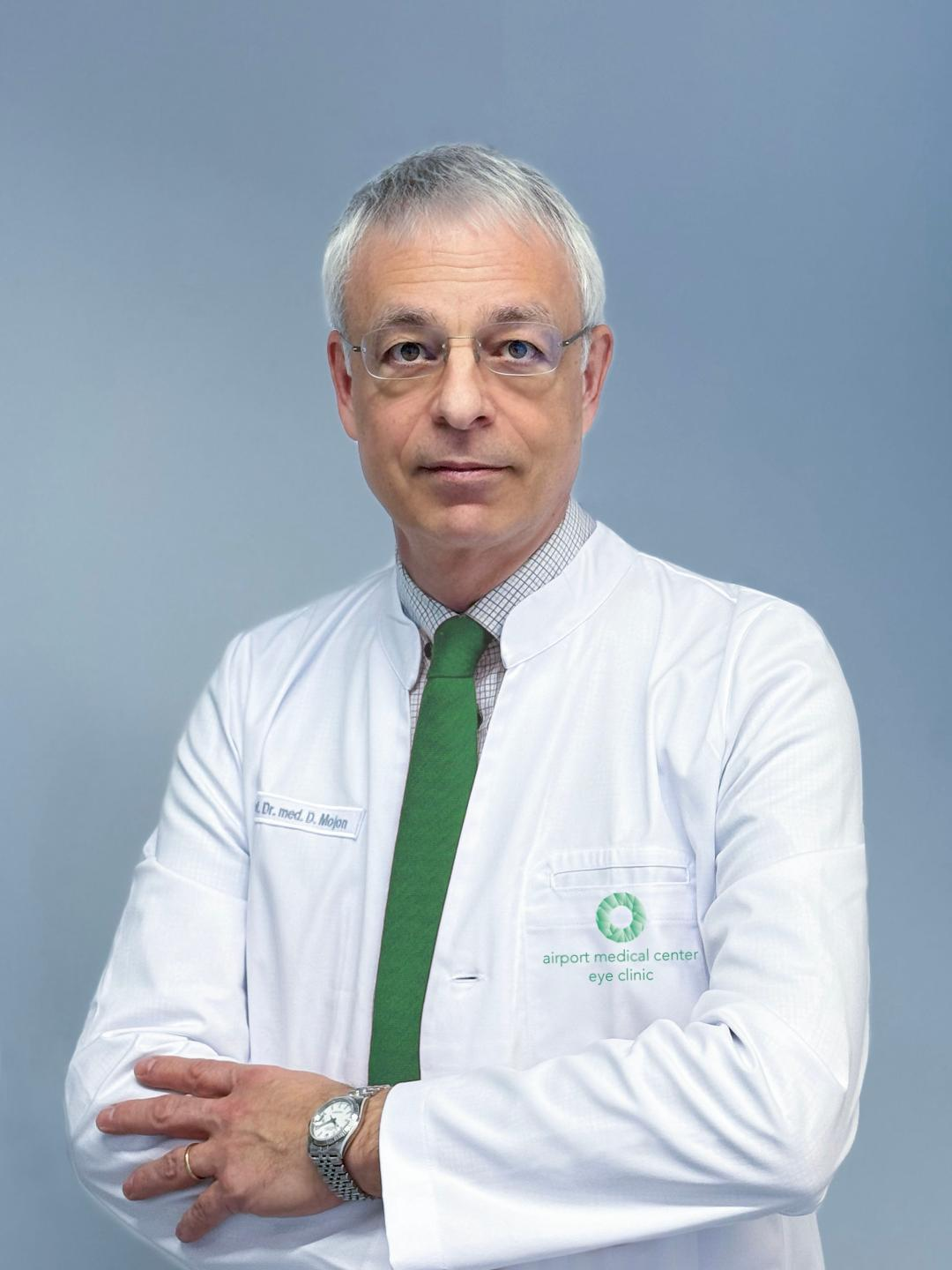
Daniel Mojon

Daniel Stéphane Mojon (Berna, 29 luglio 1963) è un oftalmologo svizzero. È considerato il fondatore della chirurgia mininvasiva dello strabismo (MISS).

## Carriera
Mojon, figlio dello storico dell'arte Luc Mojon, ha studiato medicina e chirurgia all'Università di Berna e alla Columbia University di New York negli Stati Uniti. Ha ricoperto incarichi apicali presso la Clinica Oculistica Universitaria di Berna e la Clinica Oftalmologica dell'Ospedale Cantonale di San Gallo. È stato primario del Reparto di Strabologia e Neuroftalmologia presso l'Ospedale Universitario di Berna (Inselspital), nonché Responsabile dell’Ambulatorio per il Glaucoma. Presso la Clinica Oftalmologica dell'Ospedale Cantonale di San Gallo ha diretto i laboratori di Oculografia Sperimentale. Ha conseguito la libera docenza nel 2000 presso la Clinica Oculistica Universitaria di Berna. Da allora insegna all'Università di Berna, dove è diventato professore onorario nel 2007; Mojon collabora inoltre come consulente con la Clinica Oculistica dell'Università Johannes Kepler di Linz. Nel 2012 ha rassegnato le dimissioni dall'incarico presso l'Ospedale Cantonale di San Gallo per dedicarsi alla ricerca e alla pratica private. Mojon è sposato con l’economista della salute Stefania Mojon-Azzi.

## Attività scientifica
Gli aspetti psicosociali della strabologia rappresentano un fulcro della sua ricerca scientifica. Mojon ha dimostrato in diversi studi in che misura i pazienti affetti da strabismo sono svantaggiati e stigmatizzati nella vita di tutti i giorni. Mojon ha inoltre sviluppato una forma microinvasiva di chirurgia per il trattamento dello strabismo (MISS), in cui, a differenza delle tecniche convenzionali di Harms o di incisione della fornice congiuntivale di Parks, la congiuntiva viene aperta solo con incisioni piccolissime, dell’ordine di 2-3 millimetri al massimo. Dieci anni dopo la sua introduzione, la sicurezza di questo metodo e la più rapida riabilitazione dopo l'intervento sono ampiamente riconosciute; tuttavia per il chirurgo è più difficile da imparare ed eseguire rispetto all’intervento per la correzione dello strabismo tradizionale, che prevede incisioni di solito superiori a un centimetro.
Mojon ha introdotto nuove tecniche chirurgiche mininvasive in campo oftalmico: la cosiddetta VIP Technique (viscoelastico con irrigazione) per l’intervento di cataratta e la dissezione sclerocorneale profonda per il trattamento chirurgico del glaucoma. Un altro fulcro della ricerca di Mojon è rappresentato dal glaucoma; insieme al suo team ha dimostrato, tra l'altro, la stretta correlazione tra la sindrome delle apnee ostruttive nel sonno e questa frequente malattia degli occhi.
Nel 2016, insieme ad altri colleghi oculisti svizzeri (tra gli altri, il Dottor Dietmar Thumm, il Dottor Albert Franceschetti e il PD Carl Herbort), Daniel Mojon ha fondato l'Accademia Svizzera di Oftalmologia. L’obiettivo della Fondazione è quello di promuovere attivamente la garanzia della qualità, la ricerca e la formazione professionale continua nella pratica oftalmologica. Nel settembre 2018, Mojon è stato il primo oftalmologo svizzero a tenere una Lectio Magistralis sul tema della chirurgia oculistica mininvasiva in occasione del Congresso della Deutsche Ophthalmologische Gesellschaft (DOG). Nel mese di aprile 2019, l’Università di Toronto ha invitato Daniel Mojon a tenere una Honorary Lecture al Jack Crawford Day come riconoscimento per i suoi contributi innovativi nel campo dell’oftalmologia chirurgica e, in particolare, per l’invenzione della MISS.  Nel novembre 2020, l'American Academy of Ophthalmology (AAO) lo ha premiato come “Unsung Hero”, un innovatore della chirurgia oculistica moderna che non ha ricevuto il dovuto riconoscimento. Daniel Mojon è promotore di un congresso internazionale per oftalmologi specializzati nella chirurgia della cataratta, che si è svolto per la prima volta a Zurigo nell'ottobre del 2023.

## Pubblicazioni (selezione)
- Ronald D. Gerste Daniel Mojon – Pionier der Minimally Invasive Strabismus Surgery (MISS), Schielen ist auch ein Stigma. In: Schweizerische Ärztezeitung (2019); 100(9), pp. 317–318.
- Daniel Mojon, Howard Fine (a cura di), Minimally invasive ophthalmic surgery. Springer, Berlin 2010, ISBN 978-3-642-02601-0.
- D.S. Mojon, Früherkennung und Behandlung des Strabismus. In: Therapeutische Umschau. 73, 2016, pp. 67–73.
- S.M. Mojon-Azzi, D.S. Mojon, Opinion of headhunters about the ability of strabismic subjects to obtain employment. In: Ophthalmologica. 221, 2007, pp. 430–433.
- S.M. Mojon-Azzi, A. Kunz, D.S. Mojon, Strabismus and discrimination in children: are children with strabismus invited to fewer birthday parties? In: Br J Ophthalmol. 95, 2011, pp. 473–476.
- M. Kaup, S.M. Mojon-Azzi, A. Kunz, D.S. Mojon, Intraoperative conversion rate to a large, limbal opening in minimally invasive strabismus surgery (MISS). In: Graefes Arch Clin Exp Ophthalmol. 249, 2011, pp. 1553–1557.
- D.S. Mojon, Comparison of a new, minimally invasive strabismus surgery technique with the usual limbal approach for rectus muscle recession and plication. In: Br J Ophthalmol. 91, 2007, pp. 76–82.
- D.S. Mojon, Minimally invasive strabismus surgery for horizontal rectus muscle reoperations. In: Br J Ophthalmol. 92, 2008, pp. 1648–1652.
- D.S. Mojon, Minimally invasive strabismus surgery. In: Eye. (Lond). 29, 2015, pp. 225–233. doi:10.1038/eye.2014.281 Epub 2014 Nov 28.